# 铁鼠

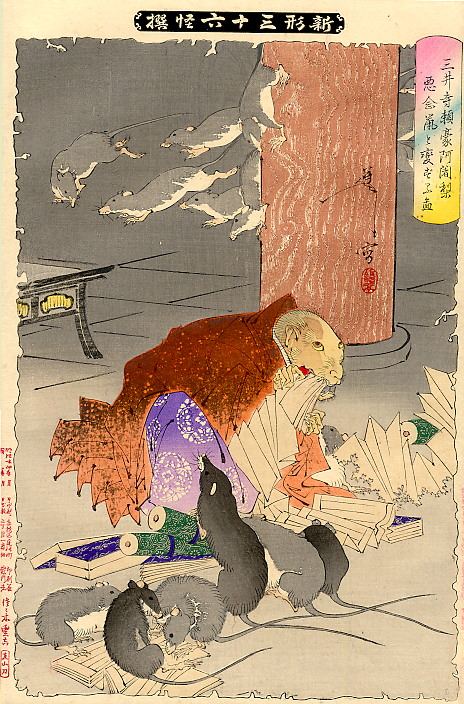
月岡芳年所绘之铁鼠。

铁鼠（日语：／ Tesso），是将日本平安时代園城寺（俗称“三井寺”）的僧侣頼豪的怨靈和老鼠相结合的妖怪。铁鼠在《平家物语》被称为“赖豪鼠”，“︁铁鼠”︁这一名称来自于鸟山石燕的《画图百鬼夜行》，京极夏彦的小说《铁鼠之槛》以此为题目。
平安时代，赖豪阿哲梨为了白河天皇刚诞生的皇子（敦文親王）祈福，事成后，他希望能够在三井寺建祭坛，但是三井寺在比叡山旁边，所以是不能建祭坛的，赖豪一怒之下绝食而死，赖豪一死就牵连到皇子，第二年皇子就死了。赖豪的怒气直逼比叡山，一夜之间八万四千只铁牙老鼠就将比叡山的教典咬的稀烂，相传这些老鼠就是赖豪化身的灵鼠。
事实上，赖豪在1081年去世，早在4年前的1077年，敦文親王就已经因病去世，因此专家认为此传说明显属于虚构。另一方面，頼豪生前长期争取为三井寺建祭坛、以及这一愿望因延历寺的反对而未能实现之事则被认为是史实。
虽然叫铁鼠，但却铁这样的元素或物质没有直接关系。这里的铁更多指钱和财宝。身着一套破旧的僧人的服装，手持一串佛珠。